# Кубок мира по конькобежному спорту 2019/2020 (этап 1)
Первый этап Кубка мира по конькобежному спорту в сезоне 2019/2020 проходил с 15 по 17 ноября 2019 года на катке комплекса Минск-Арена, Минск, Беларусь. Забеги проводились на дистанциях 500, 1000, 1500 метров, командном спринте, масс-старте, а также на 3000 метров у женщин и 5000 метров у мужчин.

## Рекорды катка
| Мужчины          | Мужчины                                                             | Мужчины | Мужчины    | Мужчины |
| Дистанция        | Конькобежец                                                         | Время   | Дата       |         |
| ---------------- | ------------------------------------------------------------------- | ------- | ---------- | ------- |
| 500 м            | Ян Смекенс                                                          | 34,83   | 18.03.2018 |         |
| 1000 м           | Кьелд Нёйс                                                          | 1.09,23 | 17.03.2018 |         |
| 1500 м           | Денис Юсков                                                         | 1.45,18 | 10.1.2016  |         |
| 5000 м           | Свен Крамер                                                         | 6.19,17 | 9.1.2016   |         |
| Командная гонка  | Норвегия · Ховард Бёкко · Симен Нильсен · Сверре Лунде Педерсен     | 3.43,88 | 17.03.2018 |         |
| Командный спринт | Норвегия · Ховар Лорентсен · Хенрик Фагерли Рукке · Бьорн Магнуссен | 1.20,89 | 18.03.2018 |         |

| Женщины          | Женщины                                                           | Женщины | Женщины    | Женщины |
| Дистанция        | Конькобежка                                                       | Время   | Дата       |         |
| ---------------- | ----------------------------------------------------------------- | ------- | ---------- | ------- |
| 500 м            | Ангелина Голикова                                                 | 38,08   | 17.03.2018 |         |
| 1000 м           | Маррит Ленстра                                                    | 1.15,82 | 17.03.2018 |         |
| 1500 м           | Михо Такаги                                                       | 1.56,36 | 18.03.2018 |         |
| 3000 м           | Мартина Сабликова                                                 | 4.03,79 | 9.1.2016   |         |
| Командная гонка  | Япония · Михо Такаги · Аяка Кикути · Аяно Сато                    | 3.00,18 | 17.03.2018 |         |
| Командный спринт | Россия · Елизавета Казелина · Ангелина Голикова · Ольга Фаткулина | 1.28,24 | 18.03.2018 |         |

## Призёры

### Мужчины
| Дистанция        | Золото                                                | Время           | Серебро                                        | Время            | Бронза                                               | Время            |
| 500 м            | Ким Джун Хо · Республика Корея                        | 34,87           | Гао Тинъюй · Китай                             | 34,91(3)         | Дай Дай Нтаб · Нидерланды                            | 34,91(6)         |
| 1000 м           | Томас Крол · Нидерланды                               | 1:09,00 TR      | Нин Чжунянь · Китай                            | 1:09,22          | Кьелд Нёйс · Нидерланды                              | 1:09,27          |
| 1500 м           | Кьелд Нёйс · Нидерланды                               | 1:46,22         | Денис Юсков · Россия                           | 1:46,45          | Томас Крол · Нидерланды                              | 1:46,49          |
| 5000 м           | Патрик Руст · Нидерланды                              | 6:16,61 TR      | Йоррит Бергсма · Нидерланды                    | 6:22,29          | Денис Юсков · Россия                                 | 6:22,54          |
| Командный спринт | Нидерланды · Рональд Мюлдер · Кьелд Нёйс · Кай Вербей | 1:21,16         | Китай · Ван Шивэй · Лянь Цзивэнь · Нин Чжунянь | 1:21,32          | Канада · Гилмор Джунио · Лоран Дюбрёй · David La Rue | 1:21,68          |
| Масс-старт       | Йоррит Бергсма · Нидерланды                           | 7:50,36 62 очка | Чон Чжэ Вон · Республика Корея                 | 7:50,88 40 очков | Ум Чхон Хо · Республика Корея                        | 7:50,96 20 очков |

### Женщины
| Дистанция        | Золото                                                      | Время            | Серебро                                                        | Время            | Бронза                                       | Время            |
| 500 м            | Ольга Фаткулина · Россия                                    | 37,92 TR         | Дарья Качанова · Россия                                        | 37,94            | Нао Кодайра · Япония                         | 38,17            |
| 1000 м           | Бриттани Боу · США                                          | 1:15,35 TR       | Йорин тер Морс · Нидерланды                                    | 1:15,95          | Екатерина Шихова · Россия                    | 1:15,96          |
| 1500 м           | Ирен Вюст · Нидерланды                                      | 1:56,46          | Екатерина Шихова · Россия                                      | 1:56,86          | Бриттани Боу · США                           | 1:57,25          |
| 3000 м           | Изабель Вайдеман · Канада                                   | 4:04,67          | Карлейн Ахтеректе · Нидерланды                                 | 4:05,15          | Ивани Блонден · Канада                       | 4:06,08          |
| Командный спринт | Нидерланды · Летиция де Йонг · Ютта Лердам · Мишель де Йонг | 1:29,23          | Россия · Ольга Фаткулина · Ангелина Голикова · Ирина Кузнецова | 1:29,95          | Япония · Маки Цудзи · Ариса Го · Конами Сога | 1:30,08          |
| Масс-старт       | Ивани Блонден · Канада                                      | 8:22,36 60 очков | Ирен Схаутен · Нидерланды                                      | 8:22,71 40 очков | Франческа Лоллобриджида · Италия             | 8:23,57 20 очков |